# Surselvisch

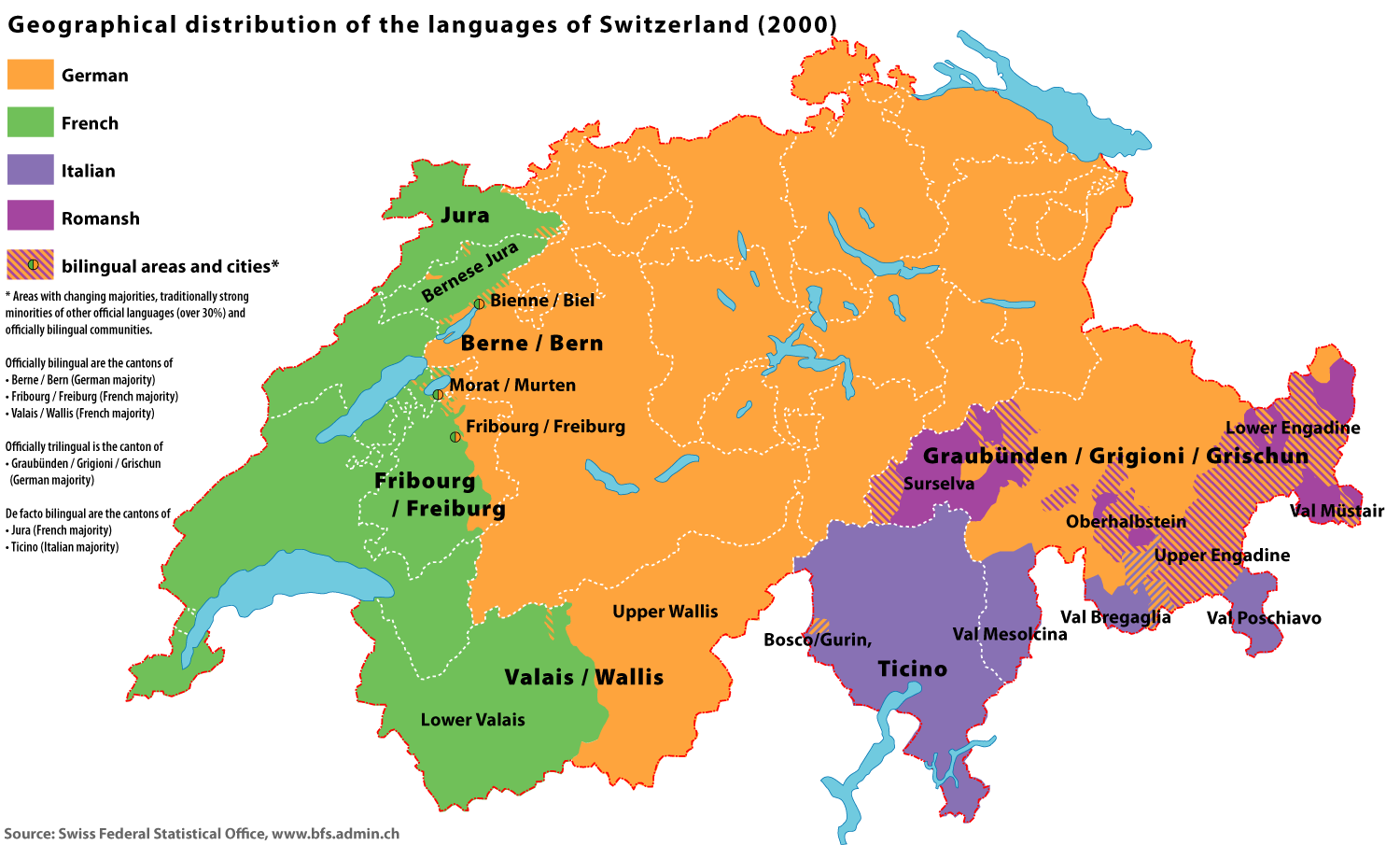
Taalgebieden in Zwitserland (2000)

Surselvisch (Reto-Romaans: Sursilvan) is een Reto-Romaans dialect dat wordt gesproken in Zwitserland. De taal telt ongeveer 10.000 sprekers. Surselvisch is het grootste van de vijf Reto-Romaanse hoofddialecten.